# Айси, Берглинд
Берглинд Айси (англ. Berglind Icey; род. 4 июня 1977, Хабнарфьордюр) — исландская фотомодель и актриса.

## Биография
Берглинд Оулавсдоуттир Айси родилась 4 июня 1977 года в городе Хабнарфьордюр, Исландия. Профессионально занималась плаванием. Дебютировала в кино в 2001 году. В 2004 году она была признана Девушкой Санкт-Паули (модель, чей образ размещается на этикетке бутылок пива с одноимённым названием). Снималась для журнала «Maxim». В 2013 году она снялась в сериале «Сибирь».
Не замужем. В настоящее время живёт в Лос-Анджелесе.

## Фильмография
| Год  |     | Русское название      | Оригинальное название  | Роль                  |
| ---- | --- | --------------------- | ---------------------- | --------------------- |
| 2001 | ф   | Животное              | The Animal             | Иоланда               |
| 2001 | с   | Не в центре           | Off Centre             | Ви                    |
| 2002 | ф   | Мастер перевоплощения | The Master of Disguise | девушка               |
| 2002 | с   | Как сказал Джим       | According to Jim       | стюардесса            |
| 2002 | ф   | Цыпочка               | The Hot Chick          | стриптизерша          |
| 2003 | с   | Стильный суд          | Style Court            | судебный пристав Айси |
| 2003 | с   | Наблюдение Элли       | Watching Ellie         | Клинка                |
| 2003 | с   | Давка                 | Cram                   | ассистент Айси        |
| 2008 | с   | Жестокие игры         | Scare Tactics          | камео                 |
| 2008 | с   | Погоня                | Cha$e                  | охотник Айси          |
| 2011 | кор | Хитовые девочки       | Hit Girls              | Клэр Холлмарк         |
| 2013 | с   | Сибирь                | Siberia                | журналистка Берглинд  |